# 비열용량

비열용량(比熱容量, Specific heat capacity) 또는 비열은 단위 질량의 물질 온도를 1도 높이는 데 드는 열에너지를 말한다.
비열은 물질의 종류에 따라서 결정되는 상수이며, 밀도, 저항률 등과 같이 물질의 성질을 서술하는 데 중요한 물리량이다.1kg의 물의 온도를 1°C만큼 올리는 데 필요한 열량은 1kcal이므로 물의 비열은 1이 된다. 그러나 비열은 단순한 숫자가 아니라 단위를 갖는 양이다. 1kg을 1°C 올리는 데 필요한 칼로리수가 비열이므로 비열의 단위는 kcal/kg·°C이다. 따라서 정확하게 말하면 물의 비열은 1cal/g·°C가 된다.예를 들어 황동의 비열은 0.091cal/g·°C이므로 15g의 황동으로 된 물체의 온도를 100°C 올리는 데 필요한 열량은    15×0.091×100≒137(cal)가 된다.

## 물질에 따른 비열의 차이
| 물질       | 비열 cal/(g·K) | 물질     | 비열 cal/(g·K) |
| ---------- | -------------- | -------- | -------------- |
| 물         | 1              | 얼음     | 0.5            |
| 구리       | 0.0924         | 나무     | 0.41           |
| 철         | 0.107          | 유리     | 0.2            |
| 은         | 0.056          | 알코올   | 0.58           |
| 금         | 0.0309         | 수은     | 0.033          |
| 납         | 0.0305         | 알루미늄 | 0.215          |
| 금강석     | 0.121          | 납       | 0.0309         |
| 염화나트륨 | 0.206          | 황동     | 0.091          |
| 백금       | 0.0316         | 우라늄   | 0.027          |

## 같이 보기
- 열용량
- 비열비
- 몰 비열